# جون غرين (ضابط)
جون غرين (بالإنجليزية: John Green)‏ هو ضابط أمريكي، ولد في 20 نوفمبر 1825 في مملكة فورتمبيرغ في القيصرية الألمانية، وتوفي في 22 نوفمبر 1908 في بويسي في الولايات المتحدة.